# Clase La Fayette
La Clase La Fayette (también conocida como FL-3000 de Frégate Légère de 3,000 tonnes, o FLF para Frégate Légère Furtive) son fragatas de propósito general construidas por DCNS y operados por la armada francesa. Unidades derivadas de esta clase están en servicio en Arabia Saudí (Real Armada Saudí), Singapur (Armada de la República de Singapur) y Taiwán (Armada de la República de China).
Los barcos eran originalmente conocidos como "fragatas de sigilo" debido a su diseño de sigilo único en su tiempo. Su sección de cruz de radar reducida se consiguió por una superestructura limpia comparada con los diseños convencionales, lados angulados y materiales absorbentes del radar, y un material compuesto de madera y fibra de cristal duro como acero, ligero y resistente al fuego. Aun así, posteriores barcos de combate, más modernos, fueron construidos siguiendo los mismos principios de sigilo.
Toda información reunida por los sensores a bordo están controlados por el Sistema de Procesamiento de Información, el cerebro electrónico del centro de operación del barco. Está completado por un sistema de ayuda de orden electrónico.
La clase La Fayette tiene espacio disponible para la instalación futura del misil de defensa aérea Aster 15, pero todavía no serán instalados debido a asuntos de coste reciente. Los barcos están diseñados para acomodar un helicóptero de 10 toneladas Pantera o NH90 (aunque son también capaces de operar Super Frelon y helicópteros pesados similares). Estos helicópteros pueden llevar misiles antibuque AM39 o AS15 y pueden ser lanzados con dificultades meteorológicas gracias al sistema Samahé. Francia ordenó cinco barcos clase La Fayette en 1988, el último siendo introducido en 2002. Puede ser que se reemplacen por cinco frégates de taille intermédiaire (FTI, "fragatas de medida intermedia") empezando en 2023.

## Versión francesa

### Historia
A finales de la década de 1980, la Marine Nationale comenzó los estudios para fragatas adaptadas a conflictos de baja intensidad en la era posterior a la Guerra Fría. Los barcos debían servir en la gran zona económica exclusiva francesa (ZEE), adaptarse a las operaciones humanitarias, operaciones de baja intensidad en apoyo de las tropas terrestres, y reemplazar a la envejecida Clase A-69, que tendían a mostrarse demasiado centrados en las operaciones navales y no eran adecuados para las operaciones conjuntas.
Los buques de guerra convencionales utilizados en operaciones de socorro humanitario o de baja intensidad resultaron costosos, con su equipo pesado y gran tripulación. De ahí surgió el requisito de fragatas ligeramente armadas con motores económicos y tripulación pequeña. En Italia, los mismos requisitos llevaron al desarrollo de los patrulleros Clase Cassiopea y las corbetas Clase Minerva, construidos ambos de acuerdo con las normas civiles y militares. Estos barcos estaban limitados a 1,300 toneladas debido al tamaño y profundidad limitados del Mediterráneo y la proximidad del país. La Marina francesa, por otro lado, tenía que estar presente en los territorios de ultramar, las bases y la ZEE. Para ser lo suficientemente duros, los barcos tenían que alcanzar las 3000 toneladas, el tamaño de una fragata. El mayor desplazamiento permite combinar una potencia de fuego fuerte (como la clase Minerva) y una capacidad para un helicóptero mediano (como la clase Cassiopea), junto con una buena autonomía y navegabilidad.
El primer tipo de barcos construidos sobre estos principios fueron los Clase Floreal, construidos según los estándares civiles, con un armamento limitado y que transportaban un helicóptero mediano. Estas naves son unidades de alta resistencia diseñadas para ser operadas en posesiones en el extranjero (el Caribe, Polinesia y Nueva Caledonia) y la ZEE, donde la probabilidad de una amenaza naval es baja. La velocidad se limita a 20 nudos debido a los motores de baja potencia que enfatizan la autonomía y la confiabilidad. Para combatir a los piratas que operan en botes inflables de casco rígidos, los  Floréal  confían en su helicóptero a bordo y su destacamento marino.
El vacío para ambientes más hostiles está cubierto por el tipo La Fayette, diseñado para operar en zonas complejas como el Océano Índico o Yibuti. Estas naves debían poder asegurar la ZEE, pero también operar en grupos navales o misiones de recopilación de inteligencia. El papel previsto para los barcos fue, de hecho, muy variado, porque la experiencia de la clase C.70, con 20 barcos destinados a solo nueve (las siete fragatas de la clase Georges Leygues y las dos fragatas clase Cassard) había enseñado que la reducción del tamaño del proyecto y las reorganizaciones podrían llevar a capacidades navales mal equilibradas. Los nuevos barcos se beneficiarían de los avances en el sigilo ("furtivité") logrados por el DCN en la década de 1980.
Llevó varios años perfeccionar el concepto, y el primer barco se lanzó finalmente en 1992, dos años después de que se completara el diseño final. Las pruebas del sistema de armas se llevaron a cabo en 1994, y se llevaron a cabo pruebas particularmente extensas para probar la estructura del barco en una amplia gama de condiciones. Las La Fayette fueron finalmente encargadas en marzo de 1996.

### Sigilo

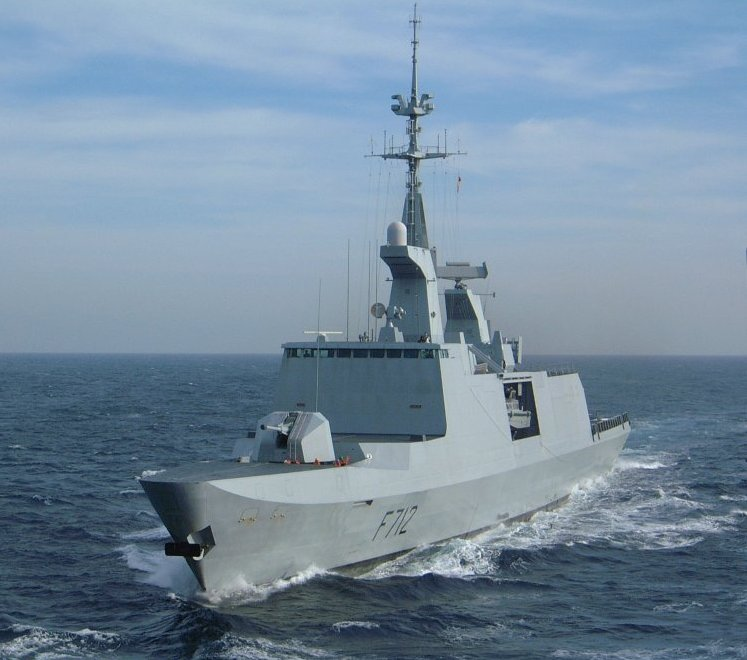
La clase La Fayette muestra una superestructura muy limpia y homogénea.

En el momento de su puesta en servicio, las unidades de la clase de La Fayette fueron lo último en sigilo en cuanto a buques de guerra. La forma del casco y las superestructuras están diseñadas para la reducción óptima de la sección radar equivalente, que se ha reducido en un 60 %: una unidad La Fayette de 3000 toneladas tiene la firma típica de radar de un barco de 1200 toneladas. El sigilo se logra con flancos inclinados, menor cantidad de líneas verticales posibles, y líneas y superestructuras muy limpias: las escaleras y el equipo de amarre son internos y las estructuras prominentes están cubiertas por superficies transparentes. Las superestructuras se construyen utilizando materiales sintéticos absorbentes de radar.
Su sección transversal de radar es equivalente a la de un gran barco de pesca, que puede hacer posible el camuflaje entre los barcos civiles; o la de una corbeta mucho menos capaz, que podría llevar a un enemigo a subestimar las capacidades de la nave. En caso de un ataque directo, la pequeña firma de radar ayuda a evadir los misiles enemigos y los sistemas de control de fuego. Los La Fayette también están equipados con interferencias que pueden generar imágenes de radar falsas, así como lanzadores de señuelos. Se planea proporcionar puntos de defensa adicionales contra los misiles cuando los barcos estén equipados con los misiles antimisiles Aster 15.
Gracias a la adopción de motores diésel de baja potencia y un sistema especial de disipación de calor, los barcos tienen una firma térmica baja. El embudo habitual se reemplaza con un pequeño conjunto de tuberías, detrás del mástil, que enfrían el gas de salida antes de que se libere. Los barcos suelen operar en zonas cálidas, lo que disminuye aún más el contraste térmico con el medio ambiente.
La firma magnética se reduce por la presencia de un cinturón de desmagnetización y se minimiza al montar los motores en soportes elastoméricos, que minimizan las transferencias de vibraciones al casco, y mediante recubrimientos de goma en las hélices. También están equipados con el sistema de camuflaje acústico activo Prairie Masker, que genera pequeñas burbujas debajo del casco para confundir a los sonares.

### Construcción

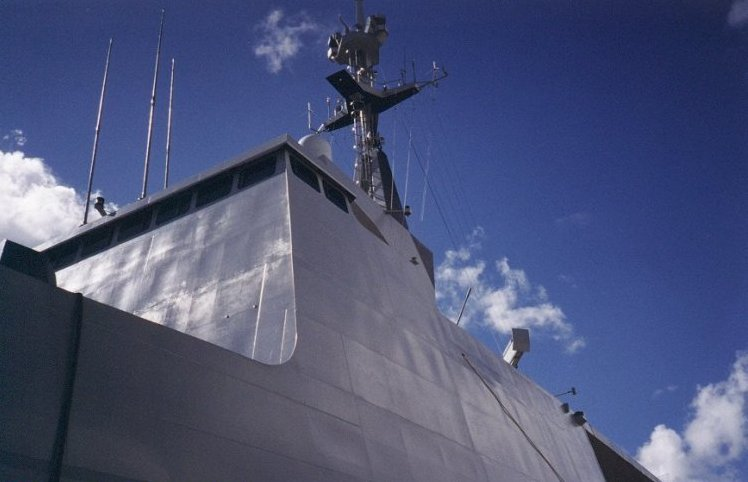
La superestructura de una La Fayette se mezcla con el casco con solo un ligero cambio en la inclinación.

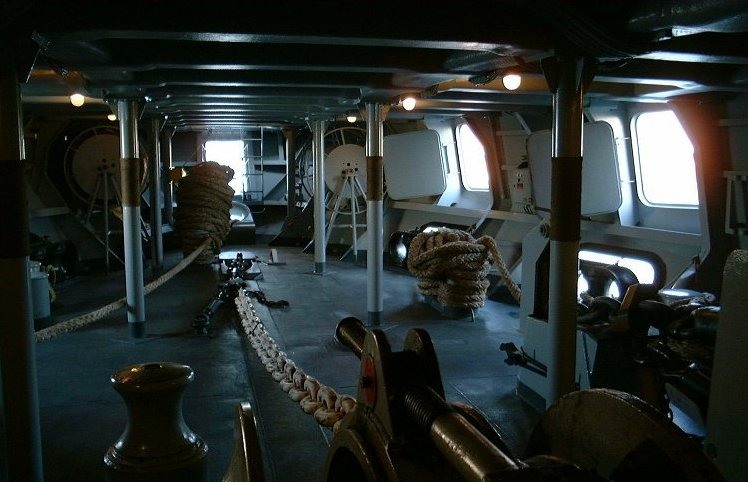
Cubierta de cable del Surcouf, cubierta para reducir la firma del radar; las evoluciones de la navegación se completan a través de aberturas en el casco.

La superestructura está hecha de una aleación ligera y plástico reforzado con vidrio, que permite una reducción en el peso superior. Esto proporciona una resistencia adecuada pero subóptima al fuego. Las zonas vitales están blindadas en Kevlar, y los sistemas importantes son redundantes. La tripulación está protegida contra ambientes biológicos, químicos y nucleares.
Los barcos se construyeron con una estructura interior modular a partir de once módulos prefabricados que se completaron en la fábrica, se entregaron al astillero y se montaron allí. Esta técnica da como resultado un tiempo de construcción de menos de dos años.
El casco tiene un ángulo pronunciado en roda, con un castillo de proa corto que se integra directamente en la superestructura. Los costados de la nave tienen una inclinación negativa de 10°. El anclaje individual está ubicado exactamente en el vástago, en el que está completamente empotrado. La cubierta donde se instalan el equipo de marinería y los cabrestantes es interna para ocultarla del radar.
La superestructura está construida en una sola pieza y se integra directamente en el casco, con solo un cambio en la inclinación. Una plataforma se encuentra entre el cañón principal y el puente. La superestructura recorre continuamente el hangar del helicóptero, sobre el cual se instalan misiles de Crotale antiaéreos de corto alcance.
Los barcos cuentan con dos mástiles. El mástil principal tiene una estructura piramidal que integra embudos y soporta la antena del sistema de comunicaciones militares por satélite "Syracuse", mientras que el segundo es compatible con el radar principal.

### Unidades
| Clase La Fayette |                   |             |                     |                       |                    |
| Número           | Barco             | Constructor | Botado              | Encargado             | Estado             |
| F 710            | La Fayette (F710) | DCN Lorient | 13 de junio de 1992 | 22 de marzo de 1996   | En servicio activo |
| F 711            | Surcouf (F711)    | DCN Lorient | 3 de julio de 1993  | 7 de febrero de 1997  | En servicio activo |
| F 712            | Courbet (F712)    | DCN Lorient | 12 de marzo de 1994 | 1 de abril de 1997    | En servicio activo |
| F 713            | Aconit (F713)     | DCN Lorient | 8 de junio de 1997  | 3 de junio de 1999    | En servicio activo |
| F 714            | Guépratte (F714)  | DCN Lorient | 3 de marzo de 1999  | 27 de octubre de 2001 | En servicio activo |

## Exportación

### ClaseAl Riyadh: Arabia Saudí

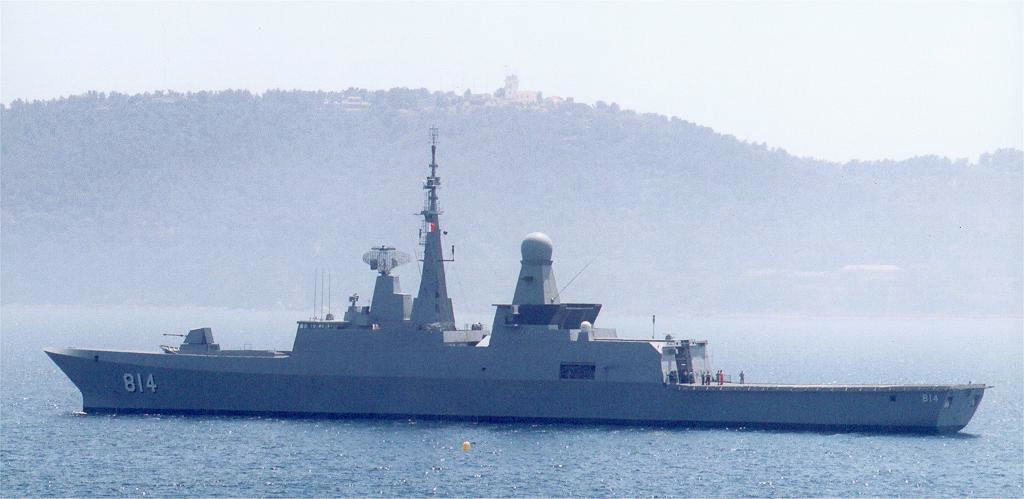
Fragata saudí Makkah

Las tres Al Riyadh son una versión mejorada anti-aire del francés, desplazando aproximadamente 4700 toneladas y extendidos a 133 m en longitud.
Los sistemas de combate están producidos por Armaris (una unión de DCN/Tales) y está armado con el misl Aster 15. Estos utilizan el lanzador DCN SYLVER. Como el La Fayette, estas utilizan también los misiles antibuque Exocet. Su arma principal es un cañón Oto Melara 76 mm/62 y cuenta con cuatro tubos de torpedo  de 533 mm. El barco está armado con el torpedo antisubmarino DCNS F-17.
Los barcos son capaces de una velocidad máxima de 24.5 nudos (45.4 km/h) y un rango máximo de 7000 millas náuticas (13 000 km).
| Clase Al Riyadh |           |             |        |           |                    |
| Número          | Barco     | Constructor | Botado | Encargado | Estado             |
| 812             | Al Riyadh | DCN Lorient |        | 2002      | En servicio activo |
| 814             | Makkah    | DCN Lorient |        | 2004      | En servicio activo |
| 816             | Al Damman | DCN Lorient |        | 2004      | En servicio activo |

### ClaseFormidable: Singapur

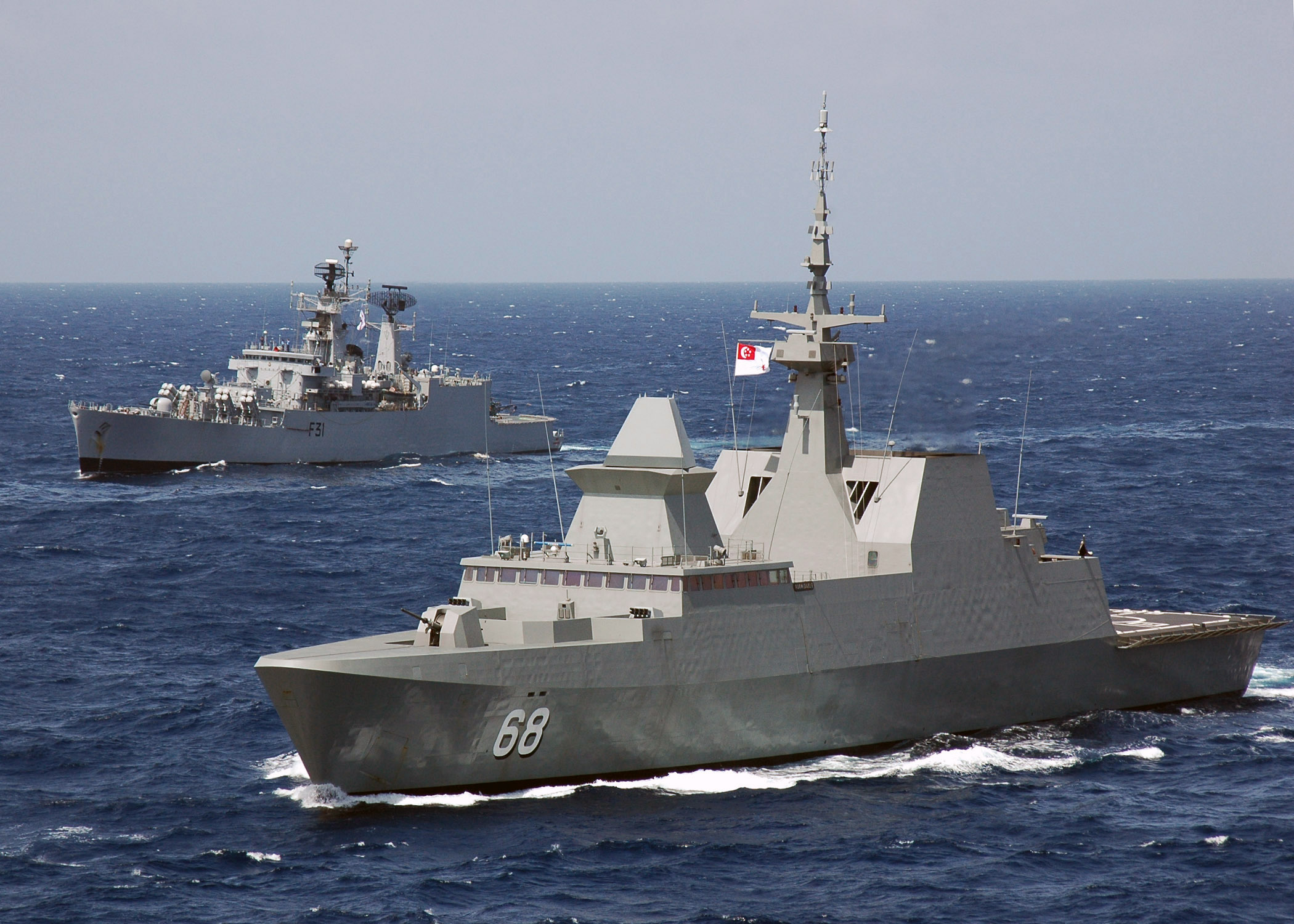
Fragata de Singapur RSS Formidable

La Marina de la República de Singapur cuenta con seis fragatas de la clase Formidable muy parecida en tamaño a las La Fayette diferentes en la clase de armamento. En vez de misiles Exocet cuenta con los Boeing Harpoon. El arma principal es el cañón Oto Melara 76 mm y el lanzador/Aster SYLVER.
El primer barco, el RSS Formidable, estuvo construido por DCN, mientras los barcos restantes estuvieron construidos por Tecnologías Marinas de Singapur. Su capacidad antisubmarina incluye helicópteros S-70B Seahawk. La velocidad máxima es de 27 nudos (50 km/h), haciéndolo la variante más rápida. Los barcos tienen un rango máximo de 4200 millas (7800 km).

### ClaseKang Ding: ROC (Taiwán)

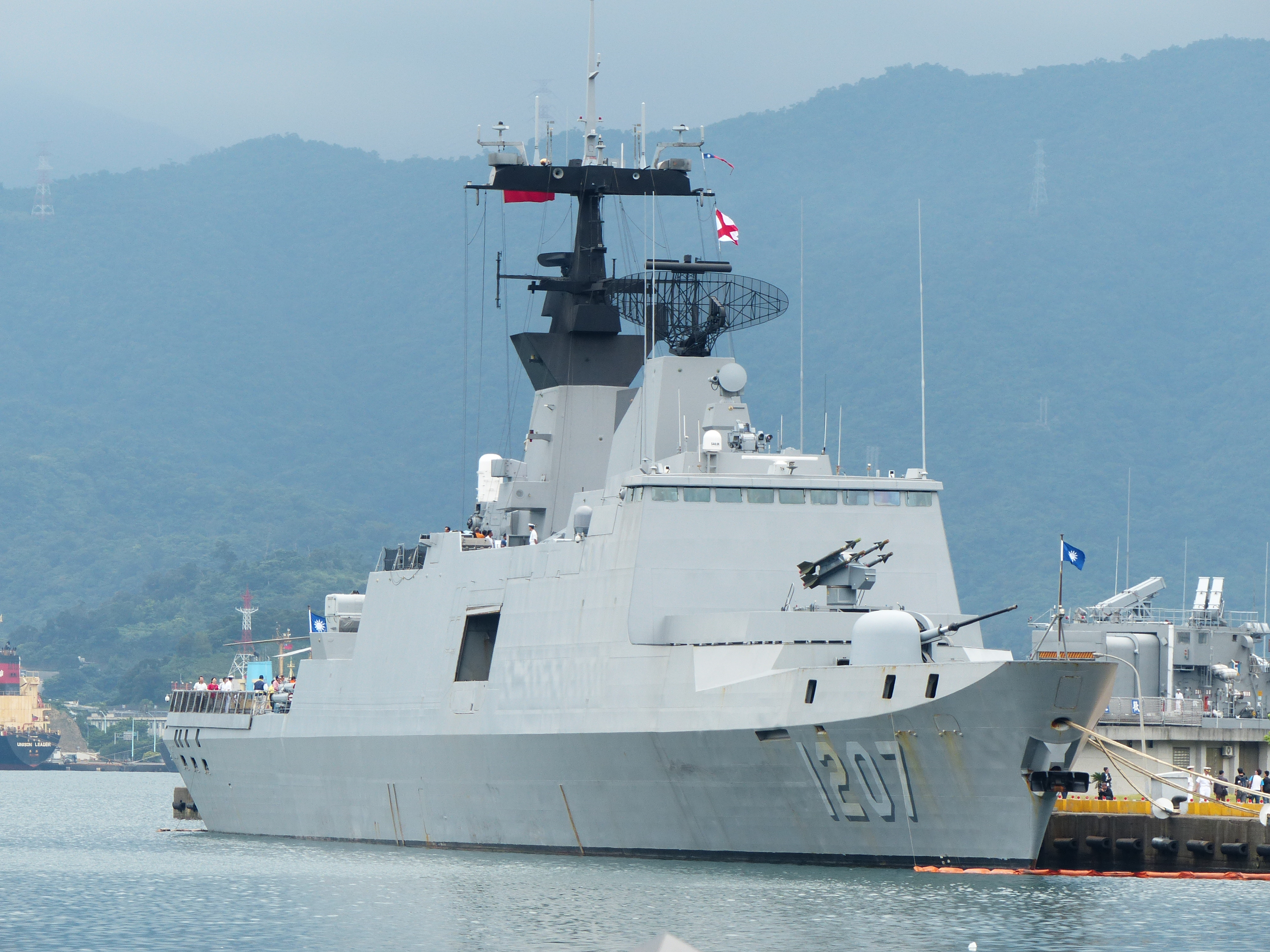
La fragata taiwanesa Wu Chang en 2013

Dadas las intenciones defensivas, los buques están constantemente buscando mejorar sus capacidades antisubmarinas. Por ello, las seis fragatas están configuradas en ASW y ataque a superficie. El Exocet se reemplazó por el misil antibuque Hsiung Feng II y el AAW Chaparral. El cañón principal es un Oto Melara 76mm / 62 mk similar al de las fragatas de Singapur. Algunos problemas en la integración de sistemas taiwaneses y franceses han creado problemas. La fragata lleva un solo helicóptero Sikorsky S-70C(M)-1/2 ASW.
El anticuado sistema SAM Chaparral está considerado inadecuado para defensa contra aeronaves y misiles antibuque, así que la Armada de Taiwán planea una mejora de sus capacidades de defensa aérea con el sistema Tien Chien II N/Sky Sword II N en 2020.
La velocidad máxima de la clase es 25 nudos (46 km/h) con un alcance máximo de 4000 millas náuticas (7400 km).
Los seis barcos de la clase son: Kang Ding (康定, FFG-1202), Si Ning (西寧, FFG-1203), Kun Ming (昆明, FFG-1205), Di Hua (迪化, FFG-1206), Wu Chang (武昌, FFG-1207), y Chen De (承德, FFG-1208) respectivamente, en honor a las capitales provinciales del país.

## Buques similares
- Fragata Clase Baden-Württemberg
- Fragata Clase Álvaro de Bazán
- Fragata Clase Fridtjof Nansen
- Fragata Clase FREMM